# Daniel Vivas Barándica
Daniel Vivas Barandica (Colombia, Santiago de Cali, 6 de mayo de 1986) es un periodista, estratega digital y comunicador colombiano. Fue periodista en el periódico colombiano El Tiempo. En 2013 entrevistó al criminal colombiano del Cartel de Medellín, Jhon Jairo Velásquez Popeye, desde la cárcel, y a la modelo y empresaria colombiana Natalia París.

## Carrera profesional
Daniel Vivas Barandica estudió comunicación social en la Universidad Pontificia Universidad Javeriana de Cali. En 2010 se trasladó a la capital de Colombia, Bogotá. Comenzó el periodismo dentro del periódico colombiano El Tiempo, donde entrevistó al compositor colombiano Jairo Varela en 2012. Posteriormente entrevistó al criminal colombiano del Cartel de Medellín, Jhon Jairo Velásquez alias Popeye, desde la cárcel, y a la modelo y empresaria colombiana Natalia París.
Daniel Vivas Barandica formó parte de revistas Bacánika, Revista El Clavo, Cartel Urbano y la revista colombiana Shock, donde gestó el tema de la ciclovía de Bogotá. En 2011 inició como periodista de la revistas del periódico El Tiempo, Bocas y  DON JUAN, donde elaboró los temas controversiales, ''los cariñositos, una comunidad por fuera del estereotipo gay, y los herederos colombianos de Hitler''.
En 2013, Daniel Vivas Barandica comenzó a trabajar como Social media manager para la agencia de marketing española 3lemon, y posteriormente para plataforma colombiana de influencers WoMyAds. En 2015, montó su propia compañía proveedora de influenciadores para grandes marcas, candidatos políticos y entidades gubernamentales (#BrandMen).En 2016 participó en conferencia de la Universidad ICESI sobre el desarrollo de estrategias de mercadeo en canales digitales.

## Nacimiento
Daniel Vivas Barandica nació Colombia, Santiago de Cali, el 6 de mayo de 1986.

## Controversias
En 2018, Daniel Vivas Barandica dio un mensaje polémico relacionado con la cabellera de algunas mujeres, expresando aborrecimiento.